# Heydenia natalensis
Heydenia natalensis är en stekelart som först beskrevs av John Obadiah Westwood 1874.  Heydenia natalensis ingår i släktet Heydenia och familjen puppglanssteklar. Inga underarter finns listade i Catalogue of Life.